# Gareth Edwards
Gareth Owen Edwards, (Kt.), CBE (Neath-Port Talbot, 12 de julio de 1947) es un exjugador británico de rugby que se desempeñaba como medio scrum.
Es considerado uno de los mejores jugadores en su posición y de la historia, desde 2007 es miembro del World Rugby Salón de la Fama.

## Biografía
Como muchos galeses de su época, Gareth era hijo de un minero y su familia de clase media. En Millfield, su colegio, se distinguió por su desempeño deportivo en el rugby y en el fútbol, eligiendo el primero por su popularidad en Gales y los tradicionalismos del deporte.
Debutó en la primera de su equipo con 18 años y a pesar de desarrollar toda su carrera en Cardiff RFC, nunca ganó un título con su club.
El 23 de enero de 1973 en Cardiff, se jugó uno de los mejores partidos de la era pre-mundiales, en el estadio Arms Park se enfrentaron los Barbarians contra los All Blacks. Edwards finalizó la jugada conocida como el try del siglo al apoyar el balón luego que los barbarians efectuaran 5 pases, 12 jugadores eluidos y 90 metros recorridos.

## Selección nacional
Debutó en la selección galesa con 19 años en 1967, en contra de Francia con derrota en París por 20-14. Fue integrante del gran seleccionado galés que dominó Europa en los años 1970's y fue apodado como los dragones rojos, apodo actual de la selección.
De 1969 a 1978, los dragones rojos ganaron el Torneo de las Seis Naciones en 7 oportunidades, 5 de forma única y dos de forma compartida, además consiguieron el Grand Slam en tres oportunidades. Durante la década, los jugadores galeses fueron la base de los Lions.

## Leones Británicos
Edwards fue convocado a los Lions para las giras a Nueva Zelanda 1971, Sudáfrica 1974 y Nueva Zelanda 1977 jugando 10 partidos. Formando una de las mejores bisagras que se recuerde, triunfó con los Leones en las dos primeras. Hasta la gira de Australia 2013, la gira a Sudáfrica 1974 es el último triunfo invicto de los Lions.

## Palmarés
- Campeón absoluto del Torneo de las Seis Naciones de 1969, 1971 con Gran Slam, 1975, 1976 con Gran Slam y 1978 con Gran Slam.